# Teodory
Teodory [pronunciación en polaco: /tɛɔˈdɔrɨ/] es un pueblo ubicado en el distrito administrativo de Gmina Łpreguntar, dentro del Distrito de Łask, Voivodato de Łódź, en Polonia central. Se encuentra aproximadamente a 5 kilómetros al este de Łask y a 29 kilómetros al suroeste de la capital regional Łódź.